# Emydura victoriae
Emydura victoriae is een schildpad uit de familie slangenhalsschildpadden (Chelidae).

## Naam en indeling
De wetenschappelijke naam van de soort werd voor het eerst voorgesteld door John Edward Gray in 1842. Oorspronkelijk werd de wetenschappelijke naam Hydraspis victoriae gebruikt en later werd de soort aan het niet meer erkende geslacht Chelymys toegekend..
De soortaanduiding victoriae verwijst naar de Victoriarivier in Noordelijk Territorium, tevens de typelocatie van de soort..

## Uiterlijke kenmerken
De schildpad lijkt sterk op de verwante soort Emydura australis, die vroeger wel als dezelfde soort werd beschouwd. Emydura victoriae bereikt een maximale rugschildlengte tot 30 centimeter. De schildvorm is ovaal, het schild is het breedst achter het midden. De wervelschilden één en vijf zijn breder dan lang, de tussenliggende wervelschilden zijn ongeveer even breed als lang. Het schild heeft een glad oppervlak, de schildkleur is bruin met donkere vlekjes. De marginaalschilden zijn plat en sterk verbreed aan de achterzijde van het schild. Het buikschild is lang en smal en is lichter tot wit van kleur, het buikschild is soms voorzien van roze tot oranje vlekjes. De plastronformule is als volgt: pect > an >< fem > abd > intergul > hum > gul.
De kops is verbreed, met name achter de ogen en ouderen dieren vertonen soms macrocefalie waarbij de kop sterk vergroot is. De snuitpunt steekt enigszins uit, de bovenkaak heeft geen inkepingen. Onder de kin zijn twee baarddraden aanwezig die echter sterk gereduceerd kunnen zijn of geheel ontbreken. De kop en poten zijn bruingrijs tot grijs van kleur. De nek is van gemiddelde lengte in vergelijking met verwante schildpadden. Jongere dieren hebben reduceerde uitsteeksels aan de achterste marginaalschilden en een kiel op het midden van de rug. Ze hebben een lichtbruine tot beige kleur van het rugschild. Mannetjes zijn van vrouwtjes te onderscheiden door een langere en dikkere staart.

## Verspreiding en habitat
Emydura victoriae is endemisch in Australië. Hier komt de schildpad voor in de staten Noordelijk Territorium, Queensland en West-Australië. De habitat bestaat uit grotere, permanente wateren zoals rivieren en kanalen, de schildpad komt ook voor in de ondergelopen delen van billabongs.

## Levenswijze
De schildpad is carnivoor en leeft onder andere van ongewervelde dieren en amfibieën en de larven maar ook aas wordt wel gegeten. De vrouwtjes zetten in november hun eieren af die enkele maanden later uitkomen.